# Бернгард Ланггорст
Фрідріх Теодор Бернгард Ланґгорст (нім. Friedrich Theodor Bernhard Langhorst; 13 грудня 1913, Діпгольц — 8 липня 1996, Діпгольц) — німецький офіцер і політик, штурмбаннфюрер резерву військ СС. Кавалер Лицарського хреста Залізного хреста.

## Біографія
Член СС (посвідчення №202 201). Учасник Французької кампанії і Німецько-радянської війни. З березня 1943 року — офіцер штабної роти естонського добровольчого танково-гренадерського батальйону СС «Нарва» у складі дивізії СС «Вікінг», пізніше — командир 25-го добровольчого протитанкового батальйону СС 20-ї гренадерської дивізії військ СС.
В 1952 році обраний в міську раду Діпгольца, на той момент був наймолодшим депутатом. В 1953 році вступив у Вільну демократичну партію, з 1966 року — голова районного відділу і районної парламентської групи партії. З 1956 року — заступник бургомістра Діпгольца і депутат районної ради на 20 років. З 10 квітня 1961 року — бургомістр Діпгольца. Ланггорст доклав чималих зусиль для примирення Німеччини і Франції, в 1965 році брав активну участь у створенні побратимства з французьким муніципалітетом Туар. В 1978 році добровільно залишив всі партійні і державні посади, щоб звільнити місце для молодих політиків.

## Нагороди
- Німецька імперська відзнака за фізичну підготовку
- Німецький кінний знак
- Залізний хрест
  - 2-го класу (22 червня 1940)
  - 1-го класу (8 березня 1944)
- Нагрудний знак «За участь у загальних штурмових атаках»
- Нагрудний знак «За поранення» в чорному (30 червня 1940)
- Лицарський хрест Залізного хреста (5 квітня 1945)
- Почесний громадянин і почесний бургомістр міста Діпгольц (7 січня 1979)
- Почесний громадянин муніципалітету Туар (9 жовтня 1982)